# Liste der Baudenkmale in Bremervörde
In der Liste der Baudenkmale in Bremervörde sind alle Baudenkmale der niedersächsischen Gemeinde Bremervörde aufgelistet. Die Quelle der Baudenkmale ist der Denkmalatlas Niedersachsen. Der Stand der Liste ist der 24. Oktober 2020.

## Allgemein
In den Spalten befinden sich folgende Informationen:
- Lage: die Adresse des Baudenkmales und die geographischen Koordinaten. Kartenansicht, um Koordinaten zu setzen. In der Kartenansicht sind Baudenkmale ohne Koordinaten mit einem roten Marker dargestellt und können in der Karte gesetzt werden. Baudenkmale ohne Bild sind mit einem blauen Marker gekennzeichnet, Baudenkmale mit Bild mit einem grünen Marker.
- Bezeichnung: Bezeichnung des Baudenkmales
- Beschreibung: die Beschreibung des Baudenkmales. Unter § 3 Abs. 2 NDSchG werden Einzeldenkmale und unter § 3 Abs. 3 NDSchG Gruppen baulicher Anlagen und deren Bestandteile ausgewiesen.
- ID: die Objekt-ID des Baudenkmales
- Bild: ein Bild des Baudenkmales, ggf. zusätzlich mit einem Link zu weiteren Fotos des Baudenkmals im Medienarchiv Wikimedia Commons. Wenn man auf das Kamerasymbol klickt, können Fotos zu Baudenkmalen aus dieser Liste hochgeladen werden:

## Bremervörde

### Gruppe: Burg Vörde, ehemalige
Die Gruppe „Ehemalige Schlossanlage Bremervörde mit Vorwerk“ umfasst das Gebiet der früheren Burg Vörde mit dem Vorwerk an der Oste. Im 17. Jahrhundert war es die größte Schlossanlage in Nordniedersachsen. 1682 wurde die Burganlage geschleift. Die Gruppe hat die ID 31018927.

| Lage                                        | Bezeichnung        | Beschreibung | ID       | Bild           |
| ------------------------------------------- | ------------------ | --- | -------- | -------------- |
| Amtsallee 8 53° 28′ 59″ N, 9° 9′ 4″ O       | Amtshaus           | Das heutige Bachmann-Museum befindet sich in der ehemaligen erzbischöflichen Kanzlei. Das Gebäude ist ein Vorwerkgebäude der Burg. Erbaut wurde es von 1608 bis 1609 als ein- und zweigeschossiges Backsteingebäude teilweise unter einem Satteldach, teilweise unter einem Walmdach.                           | 31013391 | Weitere Bilder |
| Amtsallee 8 53° 29′ 1″ N, 9° 9′ 5″ O        | Park               | Die Parkanlage ist heute als Grünfläche erhalten, die das Gelände der früheren Burganlage einnimmt. | 31013413 |                |
| Vorwerkstraße 17 53° 28′ 49″ N, 9° 9′ 22″ O | Wohnhaus           | Das Backsteingebäude unter einem Walmdach ist ein historisches Gebäude des Vorwerks. Heute befindet sich dort das Hauptgebäude des Stuhmer Museums. | 31013939 | BW             |
| Vorwerkstraße 19 53° 28′ 48″ N, 9° 9′ 18″ O | Wohnhaus           | Das eingeschossige Fachwerkgebäude mit ziegelgedecktem Krüppelwalmdach wurde 1690 errichtet und heute als Heimatmuseum genutzt. | 31018939 | BW             |
| Vorwerkstraße 19 53° 28′ 48″ N, 9° 9′ 17″ O | Wirtschaftsgebäude | Das eingeschossige Fachwerkgebäude wurde unter einem ziegelgedeckten Walmdach im 18. Jahrhundert errichtet und zwischenzeitlich als Backhaus genutzt. | 31014001 | BW             |
| Vorwerkstraße 19 53° 28′ 47″ N, 9° 9′ 18″ O | Stall              | Der Fachwerkstall mit Längsdurchfahrt unter einem Halbwalmdach wurde 1990 hierher von Basdahl und 2015 von hier nach Rotenburg transloziert. Damit wurde er wieder aus der Gruppe hier gestrichen. | 31014001 | BW             |
| Amtsallee 7 53° 29′ 0″ N, 9° 9′ 8″ O        | Kreishaus          | Das Kreishaus von Bremervörde wurde 1964 bis 1966 nach Entwürfen des Büros Schweitzer und Partner auf dem Grundriss der früheren Burg- bzw. Schlossanlage errichtet. Heute wird das Kreishaus als Außenstelle des Landkreises Rotenburg genutzt. Die Denkmaleigenschaft befindet sich seit 2022 in der Prüfung. | 31013413 |                |

### Gruppe: Stauanlage Ostewehr
Die Gruppe „Stauanlage Ostewehr“ besteht aus einem zweiteiligen Wehr mit Maschinenhaus sowie Schleusenwärterhaus. Die Gruppe hat die ID 44235824.

| Lage                                     | Bezeichnung        | Beschreibung | ID       | Bild |
| ---------------------------------------- | ------------------ | --- | -------- | ---- |
| (Neue Straße) 53° 28′ 55″ N, 9° 9′ 23″ O | Wirtschaftsgebäude | Das eingeschossige Backsteingebäude unter einem Walmdach wurde 1950 als Schleusenwärterhaus mit Lagerteil errichtet.    | 44235763 | BW   |
| 53° 28′ 54″ N, 9° 9′ 24″ O               | Schleusenanlage    | 1950 wurde die Schleusenanlage aus zwei Wehren und eines mit Schleuse errichtet. Auf der Insel liegt das Maschinenhaus. | 44235777 | BW   |

### Gruppe: Jüdischer Friedhof
Die Gruppe „Jüdischer Friedhof“ hat die ID 31019061.

| Lage                                    | Bezeichnung | Beschreibung | ID       | Bild           |
| --------------------------------------- | ----------- | --- | -------- | -------------- |
| An der Höhne 53° 30′ 36″ N, 9° 8′ 13″ O | Friedhof    | Friedhof von 1767 bis 1934 mit heute 30 Grabsteinen, seit 1960 im Besitz des Landesverbandes der Jüdischen Gemeinden von Niedersachsen | 31013322 | Weitere Bilder |

### Einzelbaudenkmale
| Lage                                        | Bezeichnung         | Beschreibung | ID       | Bild           |
| ------------------------------------------- | ------------------- | --- | -------- | -------------- |
| Am Hafen 1 53° 29′ 10″ N, 9° 9′ 19″ O       | Wohnhaus            | Das zweigeschossiges neoklassizistisches, verputztes Fachwerkgebäude (sog. Kleensches Haus) wurde 1853 für den Holzhändler Johann Jürgen Kleen (1814-1870) unter einem Walmdach errichtet. | 31013343 | BW             |
| Amtsallee 2 53° 29′ 3″ N, 9° 8′ 54″ O       | Amtsgericht         | Das Amtsgerichtsgebäude wurde 1898/1899 als zweigeschossiges Backsteingebäude mit einem übergiebelten Mittelrisalit errichtet. | 31013366 |                |
| Bremer Straße 25 53° 28′ 59″ N, 9° 8′ 39″ O | Wohnhaus            | Das verklinkerte Gebäude mit Giebelrisalit mit Freigespärre wurde 1898 unter einem Krüppelwalmdach errichtet. | 31013434 | BW             |
| Bremer Straße 27 53° 28′ 58″ N, 9° 8′ 38″ O | Villa               | Zweigeschossiges Putzbau von 1899 mit Krüppelwalmdach, Giebelrisalit, Vorbauten und Erkern | 31013457 | BW             |
| Bremer Straße 38 53° 28′ 58″ N, 9° 8′ 35″ O | Wohnhaus            | Das zweigeschossige Eckgebäude von 1898 mit ziegelgedecktem Walmdach; seit 1991 Kreisarchiv Rotenburg (Wümme) | 31013482 |                |
| Brunnenstraße 6 53° 29′ 12″ N, 9° 8′ 41″ O  | Postamt             | Das zweigeschossige Backsteingebäude wurde 1897 als Postamt von Diedrich Burfeind unter einem Satteldach in Ziegeldeckung errichtet. Heute wird es als Wohn- und Geschäftshaus mit einem Café genutzt. | 31013505 |                |
| Großer Platz 2 53° 29′ 6″ N, 9° 9′ 7″ O     | Wohnhaus            | Das eingeschossige verputzte Gebäude mit zweigeschossigen Giebelrisalit wurde um 1860 auf einem Sockel und unter einem Satteldach errichtet. | 31013528 | BW             |
| Großer Platz 3 53° 29′ 6″ N, 9° 9′ 6″ O     | Wohnhaus            | Das zweigeschossige verputzte Gebäude mit einem Giebelrisalit wurde um 1860 auf einem Backsteinsockel und unter einem Satteldach errichtet. | 31013553 | BW             |
| Großer Platz 4 53° 29′ 6″ N, 9° 9′ 5″ O     | Villa               | Das zweigeschossige verputzte Gebäude wurde 1904 auf einem Sockel und unter „bewegten“ Satteldächern errichtet. Integriert ist ein dreigeschossiger Turm mit Zwiebeldach an der nordöstlichen Ecke des Gebäudes. | 31013578 | BW             |
| Kirchenstraße 10 53° 29′ 10″ N, 9° 8′ 45″ O | Wohnhaus            | Das eingeschossige Fachwerkgebäude mit Zwerchhaus wurde 1818 als Superintendentur unter einem Krüppelwalmdach errichtet. | 31013602 | BW             |
| Kirchenstraße 12 53° 29′ 9″ N, 9° 8′ 45″ O  | Wohnhaus            | Das eingeschossige Fachwerkgebäude mit geschlämmten Steinausfachungen wurde 1816 unter einem pfannengedecktem Mansarddach mit Halbwalm errichtet. Seit 1873 befand sich hier die Weinhandlung Theodor Germelmann. Später wurde es auch als Café genutzt.                                                                                                | 31013624 | BW             |
| Neue Straße 33 53° 29′ 15″ N, 9° 8′ 42″ O   | Altes Rathaus       | Das zweigeschossige, klassizistische und verputzte Gebäude wurde 1830 als Wohnhaus unter einem Walmdach errichtet. Von 1880 bis 1985 wurde es als Rathaus genutzt. Seit 2021 befindet sich dort das Tetjus-Tügel-Museum Hein Meyer. | 31013646 | BW             |
| Neue Straße 96 53° 29′ 15″ N, 9° 8′ 39″ O   | Wohn-/Geschäftshaus | Das zweigeschossige Backsteingebäude mit einem Eckriksalit wurde 1878 für den Gemischtwarenhandel von Otto Bruns errichtet. Später wurde es als Stadt- und Kreisbank genutzt. Danach zog das Arbeitsamt ein. | 31013670 |                |
| Neue Straße 99 53° 29′ 12″ N, 9° 8′ 46″ O   | Kirche              | St.-Liborius-Kirche als Gründung aus der Mitte des 11. Jh., 1627 und 1645 zerstört, von 1651 bis 1653 wieder neu erbaut als verputztem Saalbau mit Strebepfeilern und Rundbogenfenstern, Westgiebel bekrönt durch Dachreiter mit achteckiger Haube. Im Inneren: Decke als Tonnengewölbe, Orgelprospekt (1728 bis 1733) von Erasmus Bielfeldt aus Celle. | 31013692 | Weitere Bilder |
| Neue Straße 108 53° 29′ 11″ N, 9° 8′ 53″ O  | Wohnraum            | Kinderzimmer des Ludwig Burfeind mit Deckengemälde aus der Zeit um 1900. | 31013891 | BW             |
| Stader Straße 6 53° 29′ 1″ N, 9° 9′ 35″ O   | Wohnhaus            | Das eingeschossige verputzte Gebäude mit mittigem Giebelrisalit wurde Ende des 19. Jahrhunderts unter einem pfannengedeckten Krüppelwalmdach. Das Grundstück ist durch den historischen eisernen Gartenzaun eingefriedet. | 31013917 | BW             |

## Bevern

### Gruppe: Ziegelei Bevern
Die Gruppe „Ziegelei Bevern“ hat die ID 31018963.

| Lage                                             | Bezeichnung              | Beschreibung                                                                                   | ID       | Bild |
| ------------------------------------------------ | ------------------------ | ---------------------------------------------------------------------------------------------- | -------- | ---- |
| Malstedter Straße 38 53° 26′ 21″ N, 9° 11′ 19″ O | Tongrube                 | Nördlichen Tongrube, renaturiert als Fischteich                                                | 31015053 | BW   |
| Malstedter Straße 38 53° 26′ 16″ N, 9° 11′ 16″ O | Ringofen                 | Ringofen von 1911/12,                                                                          | 31013173 |      |
| Malstedter Straße 38 53° 26′ 16″ N, 9° 11′ 16″ O | Schuppen                 | Trockenschuppen von um 1911                                                                    | 31013236 | BW   |
| Malstedter Straße 38 53° 26′ 16″ N, 9° 11′ 18″ O | Maschinenhaus            | Maschinenhaus von 1902                                                                         | 31013194 | BW   |
| Malstedter Straße 38 53° 26′ 15″ N, 9° 11′ 17″ O | Schuppen                 | Trockenschuppen von um 1911                                                                    | 31013257 | BW   |
| Malstedter Straße 38 53° 26′ 14″ N, 9° 11′ 16″ O | Göpel                    | Werkstatt von um 1890                                                                          | 31015092 | BW   |
| Malstedter Straße 38 53° 26′ 15″ N, 9° 11′ 14″ O | Schuppen                 | Trockenschuppen von um 1960                                                                    | 31013215 | BW   |
| Malstedter Straße 38 53° 26′ 16″ N, 9° 11′ 14″ O | Wohnhaus                 | Wohnhaus von 1885                                                                              | 31013279 | BW   |
| Malstedter Straße 38 53° 26′ 16″ N, 9° 11′ 13″ O | Wohnhaus                 | Altenteilerhaus von um 1930                                                                    | 31015072 | BW   |
| Malstedter Straße 38 53° 26′ 17″ N, 9° 11′ 13″ O | Wohn-/Wirtschaftsgebäude | Wohn- und Wirtschaftsgebäude der Eigentümer von 1908 als Vierständer-Hallenhaus mit Satteldach | 31013300 | BW   |

### Gruppe:Hofanlage Hauptstraße 33
Die Gruppe „Hofanlage Hauptstraße 33“ hat die ID 31018963.

| Lage                                       | Bezeichnung              | Beschreibung                                                                                               | ID       | Bild |
| ------------------------------------------ | ------------------------ | --- | -------- | ---- |
| Hauptstraße 33 53° 26′ 25″ N, 9° 10′ 34″ O | Wohn-/Wirtschaftsgebäude | Zweiständer-Hallenhaus von 1840 in Fachwerk mit Satteldach                                                 | 31013110 | BW   |
| Hauptstraße 33 53° 26′ 25″ N, 9° 10′ 33″ O | Scheune                  | Fachwerkbau um 1850 mit Satteldach und regionaltypischer senkrechter Verbretterung im oberen Giebeldreieck | 31013131 | BW   |

### Einzelbaudenkmale
| Lage                                       | Bezeichnung              | Beschreibung | ID       | Bild           |
| ------------------------------------------ | ------------------------ | --- | -------- | -------------- |
| Hauptstraße 18 53° 26′ 30″ N, 9° 10′ 30″ O | Kirche                   | Neugotische Saalkirche von 1880 aus Backstein mit ziegelgedecktem Satteldach, polygonalem Chor und Westturm mit Laternenaufsatz, Holzdecke auf Kopfbändern, Westempore, Orgel und Kanzel aus der Erbauungszeit | 31013066 | Weitere Bilder |
| Am Eichenhof 6 53° 26′ 30″ N, 9° 10′ 40″ O | Wohn-/Wirtschaftsgebäude | Gebäude von 1883 in Backstein, mit ziegelgedecktem Satteldach | 31013043 | BW             |

## Elm

### Einzelbaudenkmale
| Lage                                            | Bezeichnung              | Beschreibung | ID       | Bild |
| ----------------------------------------------- | ------------------------ | --- | -------- | ---- |
| Bebenholzer Weg 25 53° 32′ 18″ N, 9° 13′ 38″ O  | Wohn-/Wirtschaftsgebäude | 1814 wurde das Zweiständer-Hallenhaus als Häuslingshaus unter einem reetgedeckten Halbwalmdach errichtet. | 31014021 | BW   |
| Elmer Landstraße 66 53° 31′ 21″ N, 9° 12′ 48″ O | Mühle                    | Windmühle Elm, genannt Henriette, Galerieholländer, 1773 in Hamburg-Övelgönne gebaut, 1871 versetzt nach Elm, 1913 betrieb durch einen Deutz-Gasdieselmotor und ab 1952 einen Elektromotor; bis 1994 Mühlenbetrieb, heute museal mit Bäckerei- und Heimatmuseum | 31014059 |      |
| Schierel 4 53° 31′ 17″ N, 9° 15′ 59″ O          | Wohn-/Wirtschaftsgebäude | 1846 wurde das Zweiständer-Hallenhaus unter einem Satteldach errichtet und 1916 hierher versetzt worden. | 31014130 | BW   |

## Hesedorf

### Gruppe: Hofanlage Landwehrdamm 90
Die Gruppe „Hofanlage Landwehrdamm 90“ ist eine typische niederdeutsche Hofanlage mit Gebäuden aus dem 18. und 19. Jahrhundert und hat die ID 31018988.

| Lage                                       | Bezeichnung              | Beschreibung                                                                                    | ID       | Bild |
| ------------------------------------------ | ------------------------ | ----------------------------------------------------------------------------------------------- | -------- | ---- |
| Landwehrdamm 90 53° 28′ 0″ N, 9° 12′ 26″ O | Wohn-/wirtschaftsgebäude | Das Zweiständer-Hallenhaus wurde 1733 unter einem Satteldach errichtet.                         | 31014261 | BW   |
| Landwehrdamm 90 53° 28′ 0″ N, 9° 12′ 26″ O | Scheune                  | Die Fachwerkscheune mit Quereinfahrt wurde im 19. Jahrhundert unter einem Satteldach errichtet. | 31014282 | BW   |
| Landwehrdamm 90 53° 28′ 1″ N, 9° 12′ 26″ O | Stall                    | Der Fachwerkstall wurde im 19. Jahrhundert unter einem Satteldach errichtet.                    | 31014301 | BW   |

### Gruppe: Hofanlage Beverner Straße 4
Die Gruppe „Hofanlage Beverner Straße 4“ besteht aus zwei Gebäuden, der Hofpflasterung und dem alten Baumbestand. Die Gruppe hat die ID 31018976.

| Lage                                          | Bezeichnung              | Beschreibung | ID       | Bild |
| --------------------------------------------- | ------------------------ | --- | -------- | ---- |
| Beverner Straße 4 53° 27′ 29″ N, 9° 11′ 33″ O | Wohn-/Wirtschaftsgebäude | Das Zweiständer-Hallenhaus wurde um 1820 unter einem Satteldach errichtet. Das Gebäude wurde um 1900 vollständig umgebaut.                                             | 31014195 | BW   |
| Beverner Straße 4 53° 27′ 28″ N, 9° 11′ 31″ O | Wohn-/Wirtschaftsgebäude | Das Zweiständer-Hallenhaus wurde 1868 als Häuslingshaus unter einem Satteldach errichtet. Später wurde es zu einem Stall umgebaut und wird heute als Wohnhaus genutzt. | 31014216 | BW   |

### Einzelbaudenkmale
| Lage                                       | Bezeichnung              | Beschreibung | ID       | Bild |
| ------------------------------------------ | ------------------------ | --- | -------- | ---- |
| Auf der Loge 2 53° 27′ 58″ N, 9° 11′ 52″ O | Wohn-/Wirtschaftsgebäude | Das Zweiständer-Hallenhaus (sog. Logehuus) wurde um 1850 unter einem ziegelgedeckten Satteldach errichtet. Der Wohnteil wurde massiv durch Backstein ersetzt. | 31014172 | BW   |

## Iselersheim

### Einzelbaudenkmale
| Lage                                     | Bezeichnung | Beschreibung | ID       | Bild |
| ---------------------------------------- | ----------- | --- | -------- | ---- |
| Iseler Straße 53° 33′ 10″ N, 9° 7′ 26″ O | Grabstelle  | Die Grabstelle von Jürgen Christian Findorff wurde mit seinem Tod 1792 auf dem früheren Friedhof von Iselersheim, der in den 1950er Jahren geschlossen wurde, mit einem Findling angelegt und 1923 neu eingefasst und eingefriedet. | 31015112 |      |

## Minstedt

### Gruppe:Hofgruppe Ortskern Minstedt
Die Gruppe „Hofgruppe Ortskern Minstedt“ besteht aus fünf Hofstellen, die Fachwerkhäuser mit Satteldächern und regionaltypischen Verbretterungen im oberen Giebeldreieck zeigen. Sie hat die ID 31019000.

| Lage                                     | Bezeichnung              | Beschreibung | ID       | Bild |
| ---------------------------------------- | ------------------------ | --- | -------- | ---- |
| Auestraße 96 53° 25′ 49″ N, 9° 7′ 19″ O  | Wohn-/Wirtschaftsgebäude | Das Vierständer-Hallenhaus wurde 1905 unter einem Satteldach errichtet. Der Wohnteil wurde massiv durch Backstein ersetzt.                                          | 31014450 | BW   |
| Auestraße 96 53° 25′ 49″ N, 9° 7′ 18″ O  | Backhaus                 | Das eingeschossige Fachwerkgebäude wurde um 1790 unter einem Satteldach errichtet.                                                                                  | 31014492 | BW   |
| Auestraße 98 53° 25′ 49″ N, 9° 7′ 24″ O  | Wohn-/Wirtschaftsgebäude | Das Zweiständer-Hallenhaus wurde 1737 unter einem Satteldach errichtet. Der Wohnteil wurde um 1900 einen massiven Backsteinanbau erweitert.                         | 31014471 | BW   |
| Auestraße 100 53° 25′ 48″ N, 9° 7′ 23″ O | Wohn-/Wirtschaftsgebäude | Das Zweiständer-Hallenhaus wurde in der ersten Hälfte des 19. Jahrhunderts unter einem Satteldach errichtet.                                                        | 31014513 | BW   |
| Auestraße 102 53° 25′ 48″ N, 9° 7′ 21″ O | Wohn-/Wirtschaftsgebäude | Das Zweiständer-Hallenhaus wurde 1775 unter einem reetgedeckten Satteldach errichtet. Der Wohnteil wurde massiv erneuert.                                           | 31014534 | BW   |
| Auestraße 106 53° 25′ 47″ N, 9° 7′ 20″ O | Wohn-/Wirtschaftsgebäude | Das Zweiständer-Hallenhaus wurde um 1800 unter einem reetgedeckten Satteldach errichtet. Die Außenwände wurden weitgehend massiv durch Backstein ersetzt.           | 31014555 | BW   |
| Auestraße 108 53° 25′ 46″ N, 9° 7′ 25″ O | Wohn-/Wirtschaftsgebäude | Das Zweiständer-Hallenhaus wurde 1810 unter einem Satteldach errichtet. Wegen der Veränderungen wurde das Gebäude ab 1987 nicht mehr im Denkmalverzeichnis geführt. | 53126554 | BW   |

## Nieder Ochtenhausen

### Einzeldenkmale
| Lage                                                        | Bezeichnung    | Beschreibung | ID       | Bild |
| ----------------------------------------------------------- | -------------- | --- | -------- | ---- |
| Friedhofstraße / An der Chaussee 53° 31′ 37″ N, 9° 9′ 52″ O | Kriegerdenkmal | Ovale Anlage, auf heckenumwachsenem Podest zwei Sandsteinstelen, bekrönt mit Sandsteinkreuzen. An ihnen angebracht Tafeln mit den Namen der Gefallenen von Nieder Ochtenhausen und Ottendorf der beiden Weltkriege. Errichtet vermutlich um 1920, ergänzt nach 1945. | 31014576 | BW   |
| Mühlheimer Straße 11 53° 31′ 39″ N, 9° 10′ 12″ O            | Speicher       | Gebäude von um 1790 in Fachwerk mit hohem Mansardwalmdach und mit drei Böden, um 2000 vom Standort Gut Köppen an die Mühlheimer Straße 11 versetzt; heute als Gemeinschaftshaus für öffentliche und private Veranstaltungen sowie als Regionalmuseum genutzt         | 31014669 |      |
| Vorfeldring 60 53° 32′ 0″ N, 9° 10′ 32″ O                   | Gutshaus       | Gebäude von 1868 in Backstein, auf Sockelgeschoss, mit ziegelgedecktem Satteldach und südseitlichen zweigeschossigen übergiebeltem Mittelrisalit | 31014690 |      |

## Ostendorf

### Gruppe:Hofanlage Ostendorfer Straße 27
Die Gruppe „Hofanlage Ostendorfer Straße 27“ ist eine frühere Moorkolonie und hat die ID 31019025.

| Lage                                            | Bezeichnung              | Beschreibung | ID       | Bild |
| ----------------------------------------------- | ------------------------ | --- | -------- | ---- |
| Ostendorfer Straße 27 53° 35′ 6″ N, 9° 8′ 54″ O | Wohnhaus                 | Das eingeschossige Fachwerkgebäude mit verbretterten Giebeln wurde Mitte des 19. Jahrhunderts unter einem Satteldach errichtet.      | 31014802 | BW   |
| Ostendorfer Straße 27 53° 35′ 6″ N, 9° 8′ 52″ O | Stall                    | Der eingeschossige Fachwerkstall mit Futterküche wurde Mitte des 19. Jahrhunderts unter einem pfannengedeckten Satteldach errichtet. | 31014840 | BW   |
| Ostendorfer Straße 27 53° 35′ 7″ N, 9° 8′ 52″ O | Wohn-/Wirtschaftsgebäude | Das Zweiständer-Hallenhaus wurde 1799 als Fachwerkgebäude mit Steinausfachungen unter einem pfannengedeckten Satteldach errichtet.   | 31014781 | BW   |
| Ostendorfer Straße 27 53° 35′ 7″ N, 9° 8′ 55″ O | Scheune                  | Die Fachwerkscheune mit Querdurchfahrt wurde Mitte des 19. Jahrhunderts unter einem Satteldach errichtet.                            | 31014821 | BW   |

### Gruppe: Hofanlage Ostendorfer Straße 51
Die (ehemalige) Gruppe „Hofanlage Ostendorfer Straße 51“ war eine frühere Moorkolonie und wurde nach der Streichung der Scheune ebenfalls aus dem Denkmalverzeichnis gestrichen. Das Wohn-/Wirtschaftsgebäude ist als Einzeldenkmal verblieben. Die Gruppe hatte die ID 31019049.

| Lage                                            | Bezeichnung              | Beschreibung | ID       | Bild |
| ----------------------------------------------- | ------------------------ | --- | -------- | ---- |
| Ostendorfer Straße 51 53° 35′ 7″ N, 9° 8′ 54″ O | Wohn-/Wirtschaftsgebäude | Das Zweiständer-Hallenhaus wurde 1880 unter einem reetgedeckten Halbwalmdach errichtet.                                                                     | 31014989 | BW   |
| Ostendorfer Straße 51 53° 35′ 7″ N, 9° 8′ 54″ O | Scheune                  | Die Fachwerkscheune wurde unter einem Satteldach errichtet. Wegen der baulichen Veränderungen wurde das Gebäude 1997 aus dem Denkmalverzeichnis gestrichen. | 31015010 | BW   |

### Einzeldenkmale
| Lage                                             | Bezeichnung              | Beschreibung | ID       | Bild |
| ------------------------------------------------ | ------------------------ | --- | -------- | ---- |
| Ostendorfer Straße 3 53° 32′ 32″ N, 9° 9′ 18″ O  | Wohn-/Wirtschaftsgebäude | Das Zweiständer-Hallenhaus wurde im ausgehenden 19. Jahrhundert unter einem Satteldach errichtet.                                                                                  | 31012997 |      |
| Ostendorfer Straße 4 53° 32′ 33″ N, 9° 9′ 14″ O  | Wohn-/Wirtschaftsgebäude | Das Zweiständer-Hallenhaus wurde im ausgehenden 19. Jahrhundert unter einem reetgedeckten Halbwalmdach errichtet. Das Gebäude wurde 1910 erneuert.                                 | 31013020 |      |
| Ostendorfer Straße 6 53° 32′ 44″ N, 9° 9′ 10″ O  | Wohn-/Wirtschaftsgebäude | Das Zweiständer-Hallenhaus wurde 1898 unter einem reetgedeckten Satteldach mit einem auskragendem Wirtschaftsgiebel unter einem Krüppelwalmdach errichtet.                         | 31013717 |      |
| Ostendorfer Straße 7 53° 32′ 48″ N, 9° 9′ 12″ O  | Wohn-/Wirtschaftsgebäude | Das Zweiständer-Hallenhaus wurde mit der 2003 abgebrochenen Scheune als Moorkolonie in der ersten Hälfte des 19. Jahrhunderts unter einem reetgedeckten Krüppelwalmdach errichtet. | 31013740 |      |
| Ostendorfer Straße 15 53° 33′ 16″ N, 9° 9′ 5″ O  | Wohn-/Wirtschaftsgebäude | Das Zweiständer-Hallenhaus wurde im 19. Jahrhundert unter einem reetgedeckten Krüppelwalmdach errichtet. Niedersachsengiebel.                                                      | 31013807 |      |
| Ostendorfer Straße 21 53° 33′ 31″ N, 9° 8′ 58″ O | Wohn-/Wirtschaftsgebäude | Das Zweiständer-Hallenhaus wurde im 19. Jahrhundert unter einem Halbwalmdach errichtet.                                                                                            | 31013828 |      |
| Ostendorfer Straße 22 53° 33′ 32″ N, 9° 9′ 2″ O  | Wohn-/Wirtschaftsgebäude | Das Zweiständer-Hallenhaus wurde im 19. Jahrhundert unter einem Satteldach errichtet.                                                                                              | 31013849 |      |
| Ostendorfer Straße 25 53° 33′ 40″ N, 9° 9′ 1″ O  | Wohn-/Wirtschaftsgebäude | Das Zweiständer-Hallenhaus wurde im 19. Jahrhundert unter einem Krüppelwalmdach errichtet.                                                                                         | 31013870 |      |
| Ostendorfer Straße 31 53° 34′ 0″ N, 9° 8′ 58″ O  | Wohn-/Wirtschaftsgebäude | Das Zweiständer-Hallenhaus wurde 1819 unter einem reetgedeckten Krüppelwalmdach errichtet. Der Wohnteil wurde vor 1923 umgebaut.                                                   | 31014859 |      |
| Ostendorfer Straße 36 53° 34′ 20″ N, 9° 8′ 57″ O | Wohn-/Wirtschaftsgebäude | Das Zweiständer-Hallenhaus wurde um 1850 unter einem Satteldach errichtet. | 31014926 |      |
| Ostendorfer Straße 48 53° 34′ 55″ N, 9° 8′ 54″ O | Wohn-/Wirtschaftsgebäude | Das Zweiständer-Hallenhaus wurde im 19. Jahrhundert unter einem Satteldach errichtet.                                                                                              | 31014949 |      |

## Plönjeshausen

### Einzeldenkmale
| Lage                                   | Bezeichnung | Beschreibung                                                                                   | ID       | Bild |
| -------------------------------------- | ----------- | ---------------------------------------------------------------------------------------------- | -------- | ---- |
| Moorkamp 5 53° 24′ 53″ N, 9° 11′ 24″ O | Speicher    | Der eingeschossige Fachwerkspeicher wurde im 18. Jahrhundert unter einem Satteldach errichtet. | 31015029 | BW   |

## Spreckens

### Einzeldenkmale
| Lage                       | Bezeichnung | Beschreibung | ID       | Bild           |
| -------------------------- | ----------- | --- | -------- | -------------- |
| 53° 26′ 37″ N, 9° 6′ 43″ O | Kanal       | 1769 bis 1790 legte Jürgen Christian Findorff den Oste-Hamme-Kanal zwischen der Oste und Hamme zur Trockenlegung des Teufelsmoors und für Torfkähne Richtung Bremen und Hamburg. Mitte des 19. Jahrhunderts wurden sieben Klappstauwehre unter dem Moorkommissar Claus Witte eingerichtet. | 31015133 | Weitere Bilder |